# دیو دونالدسون (بازیکن فوتبال، زاده ۱۹۴۱)
دیو دونالدسون (انگلیسی: Dave Donaldson؛ زادهٔ ۲۸ دسامبر ۱۹۴۱) بازیکن فوتبال اهل بریتانیا است.
از باشگاه‌هایی که در آن بازی کرده‌است می‌توان به باشگاه فوتبال والتون اند هرشام و باشگاه فوتبال ویمبلدون اشاره کرد.